# Élection présidentielle américaine de 1820
L'élection présidentielle américaine de 1820, neuvième élection du président des États-Unis depuis 1788, se tient du 1er novembre au 6 décembre. Elle est la troisième et dernière pour laquelle il n'y a aucune compétition électorale, après les deux premières élections présidentielles de 1789 et de 1792 pendant lesquelles George Washington ne fit face à aucune  véritable opposition. La disparition du Parti fédéraliste et le fait que le président républicain-démocrate sortant, James Monroe, se représente, assure à ce dernier une réélection sans concurrence.

## Désignation des grands électeurs
Les 24 États de l'Union participent à la désignation des grands électeurs. La majorité se dégage désormais pour une élection directe des grands électeurs par les citoyens, soit au niveau de l'État pour neuf d'entre eux, soit dans le cadre de circonscriptions spécifiques pour quatre autres, deux États enfin ayant mis en place un système mixte. Neuf États, cependant, font désigner leurs électeurs par leur législature (Alabama, Delaware, Géorgie, Indiana, Louisiane, Missouri, New York, Caroline du Sud et Vermont).
Dans tous les États qui font appel au vote direct des citoyens, des dispositions restrictives sont mises en place pour limiter le nombre de votants. 235 grands électeurs sont ainsi désignés, mais 3 ne participent pas au vote. Le vote des trois électeurs du Missouri est contesté, portant le nombre de votes exprimés à 232 ou 229.

## Campagne électorale
La campagne est quasi inexistante. Le caucus pour l'investiture républicaine-démocrate ne réunit que 40 membres du Congrès, qui votent unanimement pour James Monroe. Bien que certains démocrates-républicains contestent en privé cette décision, le vice-président sortant, Daniel D. Tompkins, se représente et est investi.
Le Parti fédéraliste n'existant plus au niveau national — bien qu'il reste des fédéralistes dans les États, notamment de Nouvelle-Angleterre — et comme aucun autre parti n'est apparu depuis 1816, il n'y a donc qu'un seul candidat à la présidence et aucune campagne électorale ne se déroule.
| Candidats                                        | Candidats                                  | Candidats             | Grands électeurs | Vote populaire | Vote populaire |
| À la présidence                                  | À la vice-présidence                       | Parti                 | Grands électeurs | Voix           | %              |
| ------------------------------------------------ | ------------------------------------------ | --------------------- | ---------------- | -------------- | -------------- |
| James Monroe, président sortant                  |                                            | Républicain-démocrate | 228/231          | 87 343         | 80,6 %         |
|                                                  | Daniel D. Tompkins, vice-président sortant | Républicain-démocrate | 215/218          |                |                |
| John Quincy Adams, secrétaire d'État             |                                            | Républicain-démocrate | 1                |                |                |
| Electeurs fédéralistes                           |                                            | Fédéraliste           | 0                | 17 465         | 16,1 %         |
|                                                  | Richard Stockton                           | Fédéraliste           | 8                |                |                |
|                                                  | Daniel Rodney                              | Fédéraliste           | 4                |                |                |
|                                                  | Robert Goodloe Harper                      | Fédéraliste           | 1                |                |                |
|                                                  | Richard Rush, ambassadeur au Royaume-Uni   | Fédéraliste           | 1                |                |                |
| DeWitt Clinton, gouverneur de l'État de New York |                                            | Indépendant           | 0                | 1 893          | 1,7 %          |
| Candidats non-affiliés                           |                                            |                       |                  | 1 658          | 1,5 %          |
| Total                                            | Total                                      | Total                 | 229/232          | 108 359        | 100,00 %       |

Un électeur du New Hampshire, William Plumer, ancien sénateur et gouverneur de l'État, est le seul à ne pas voter pour la réélection de Monroe. Il aurait expliqué son vote par le fait qu'il estime que George Washington devait rester le seul président de l'histoire à être élu à l'unanimité (une autre explication dit que cela était pour mettre la lumière sur son ami John Quincy Adams pour une candidature à une future élection présidentielle)

## Contestation des résultats
La contestation de la prise en compte du vote du Missouri est anticipée par le Congrès. En effet, si la procédure d'intégration à l'Union est entamée depuis novembre 1820 à la suite du compromis du Missouri, le Congrès ne peut encore trancher quant à la conformité de la Constitution dont se dote l'État avec la Constitution des États-Unis : les débats sont vifs.
Afin d'éviter que ce débat ne soit tranché par un contentieux électoral et compte tenu de l'absence de concurrence à l'élection présidentielle, le Sénat vote le 13 février, soit la veille du décompte des voix des électeurs, une résolution indiquant que deux résultats seraient publiés, un prenant en compte les trois électeurs du Missouri et un les excluant.
Le Congrès approuve cette résolution avant de commencer le décompte des voix, mais cela n'empêche pas un représentant du New Hampshire, Arthur Livermore, de s'opposer à la lecture du résultat du vote de cet État devant le Congrès. Le débat s'envenime très rapidement et il faut lever la séance immédiatement après la lecture des résultats conformément à la résolution votée, soit avec les deux décomptes, pour éviter que le Congrès ne sombre dans le chaos.